# BMW 118
BMW 118 — середньорозмірний автомобіль, який вперше був представлений у 2004 році. Випускається в кузовах хетчбек, купе та кабріолет. Існують такі покоління цієї моделі:
- BMW E87 (2004-н.ч.);
- BMW E81 (2007-н.ч.);
- BMW E82 (2009-н.ч.);
- BMW E88 (2008-н.ч.);
- BMW F20 (2011-н.ч.);
- BMW F21 (2012-н.ч.).

Основними суперниками автомобіля є Audi A3 і Volkswagen Golf.

## Опис
Автомобіль належить до гольф-класу та оснащується заднім приводом. Другу версію хетчбека планується продемонструвати у 2018 році, але замість заднього приводу, оснастити її переднім, так само, як і у японських і німецьких конкурентів.
BMW 118i комплектується з 4-циліндровим бензиновим двигуном як 3-дверний або 5-дверний хетчбек, а також кабріолет. На початку 2006 року замість 5-ступінчастої механічної коробки передач почала використовуватись 6-ступінчаста.
BMW 118d комплектується з 4-циліндровим дизельним двигуном я як 3-дверний або 5-дверний хетчбек, купе, а також кабріолет. 
BMW 118d  у 2008 році виграв премію "Зелений автомобіль року у світі".

## Огляд моделі

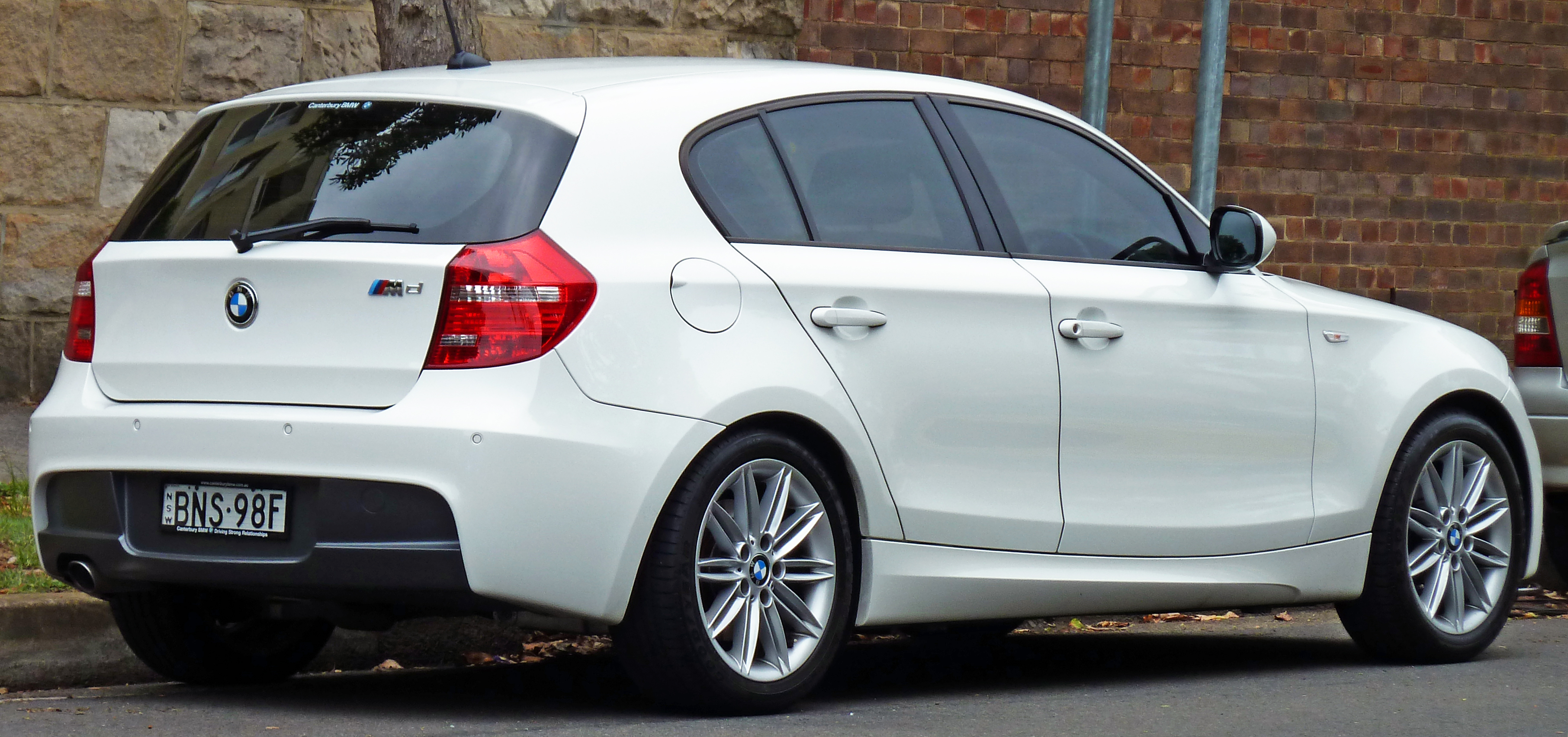
2010 BMW 118d (E87 MY10) 5-door hatchback
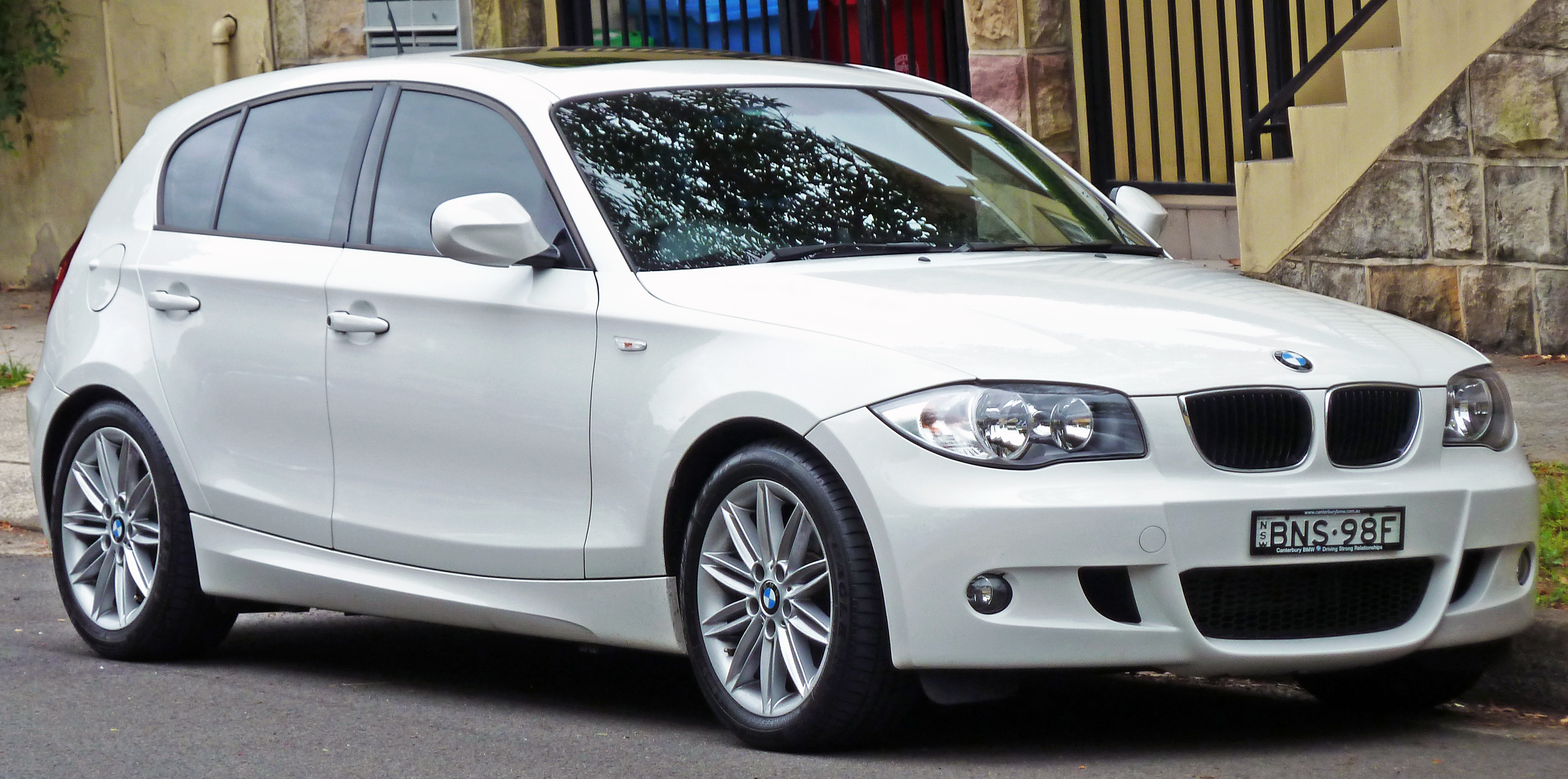
2010 BMW 118d (E87 MY10) 5-door hatchback
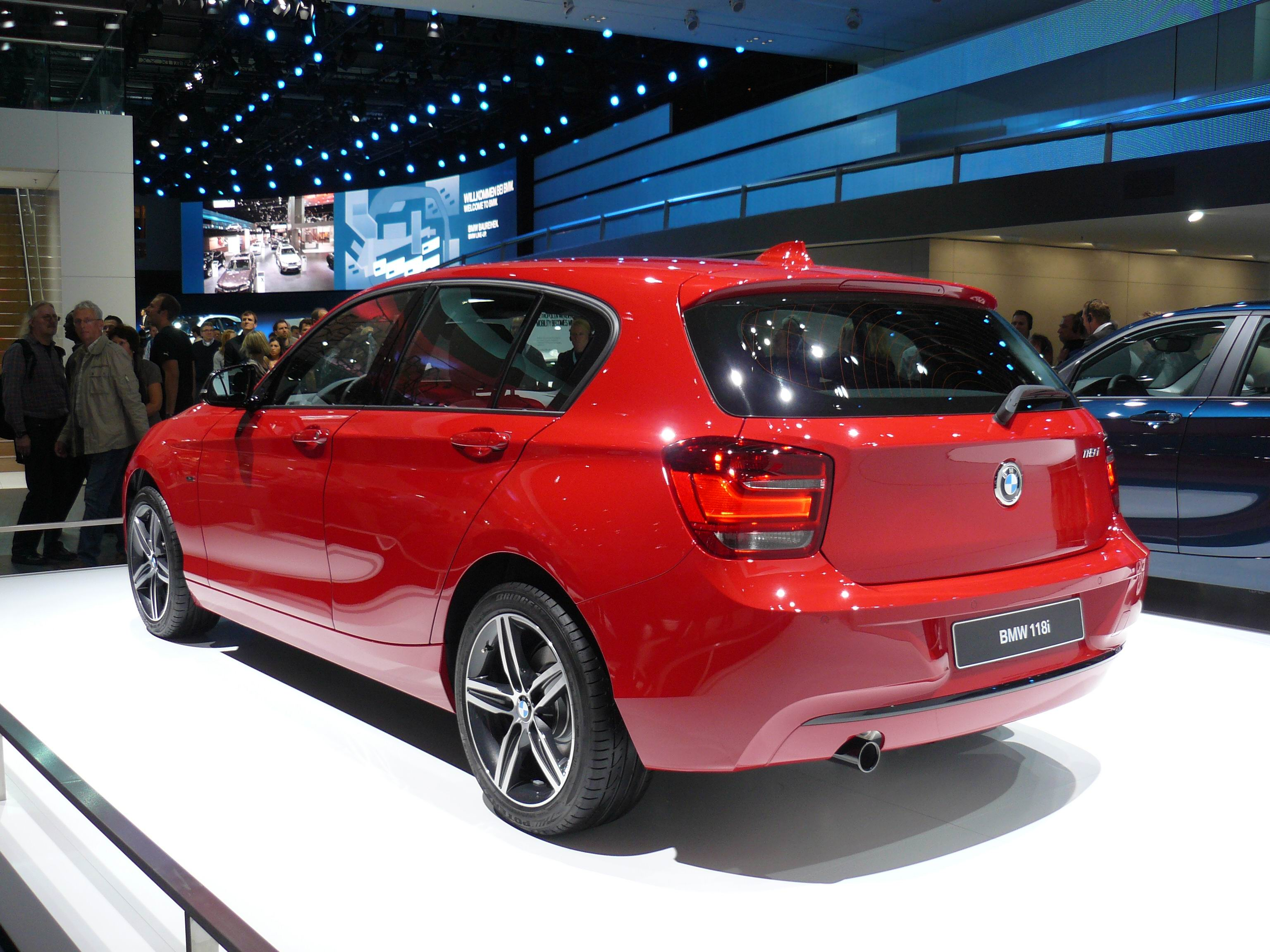
BMW 118i
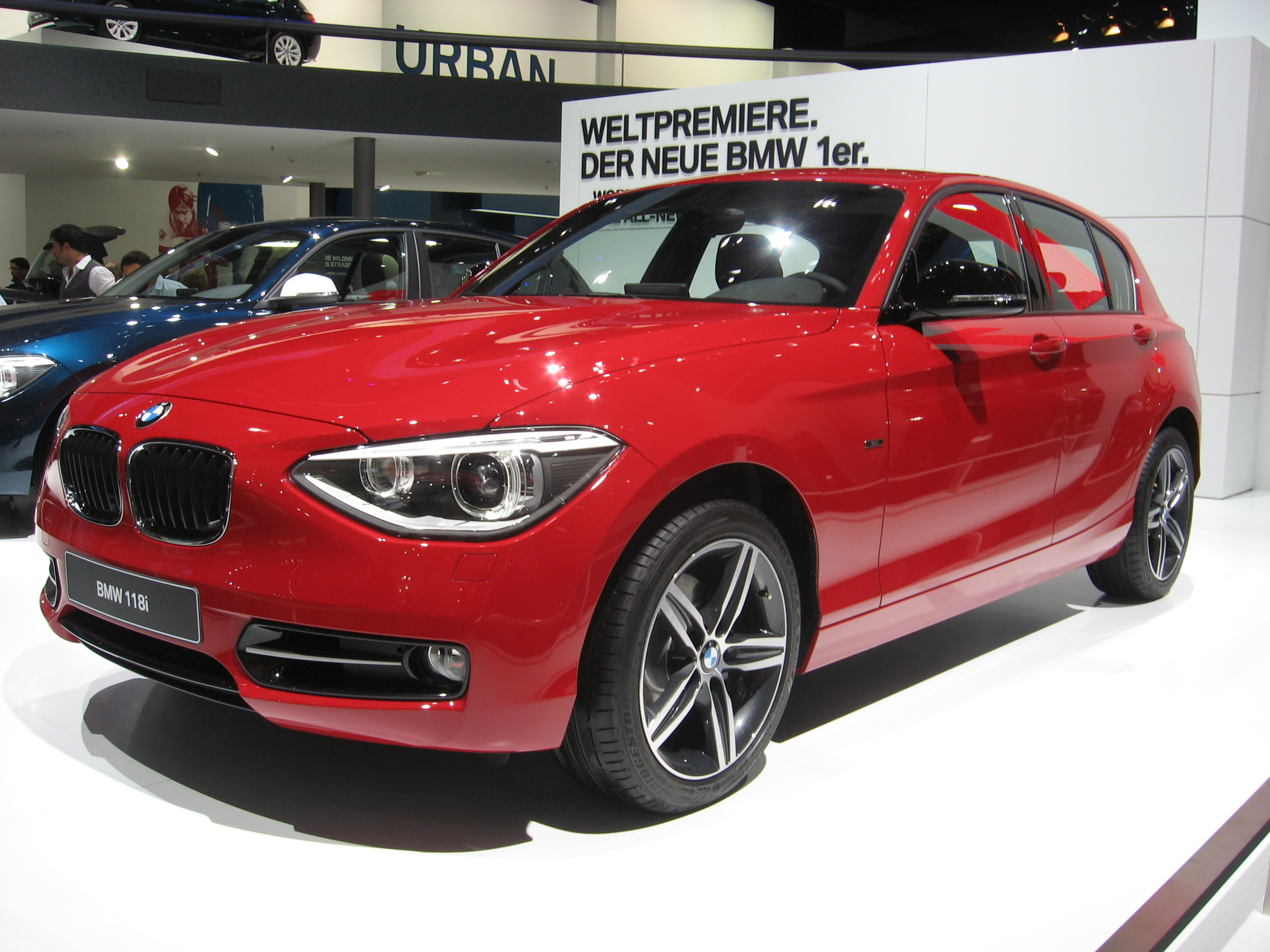
BMW 118i (F20)
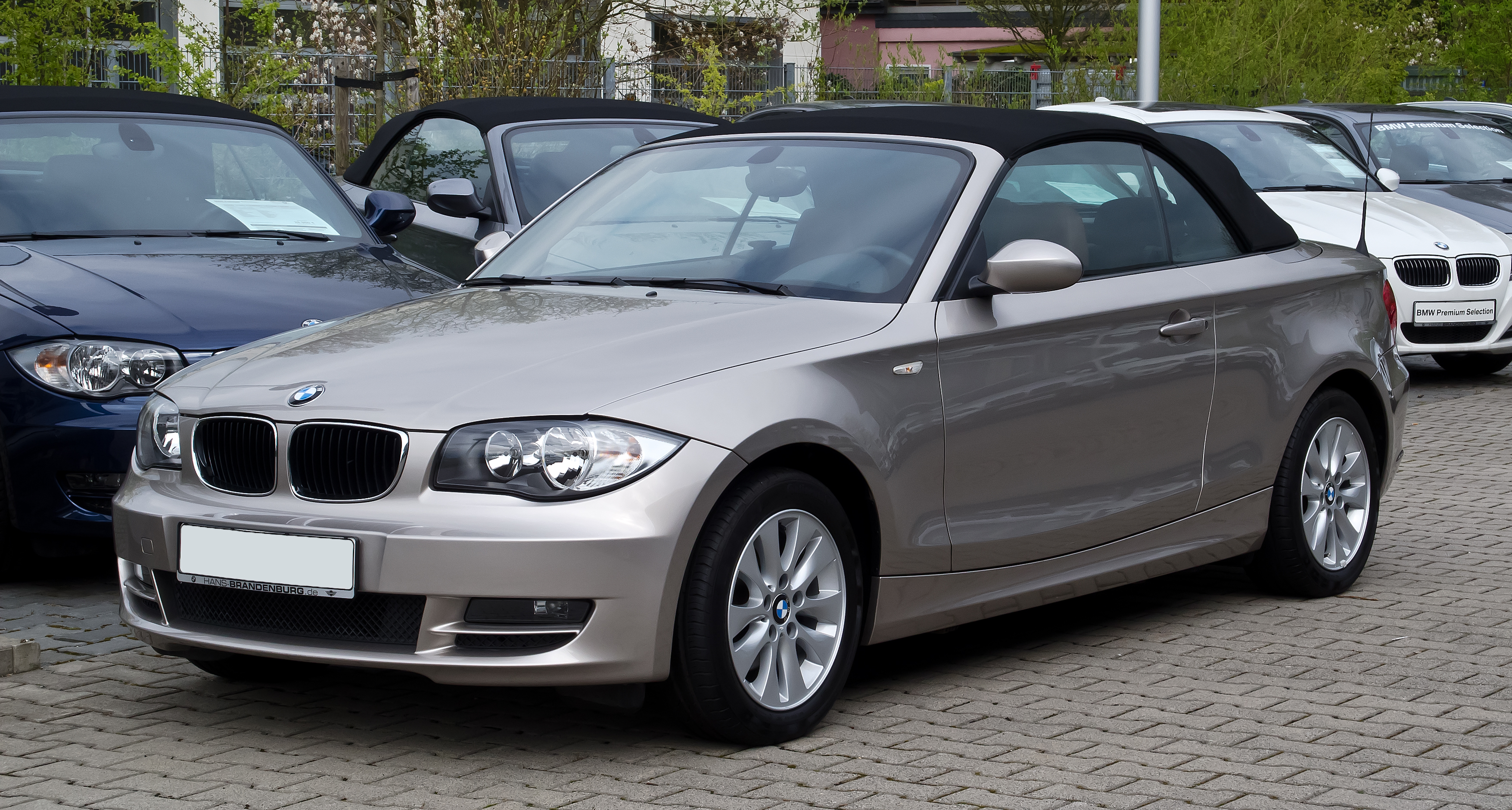
BMW 118i Cabriolet (E88)
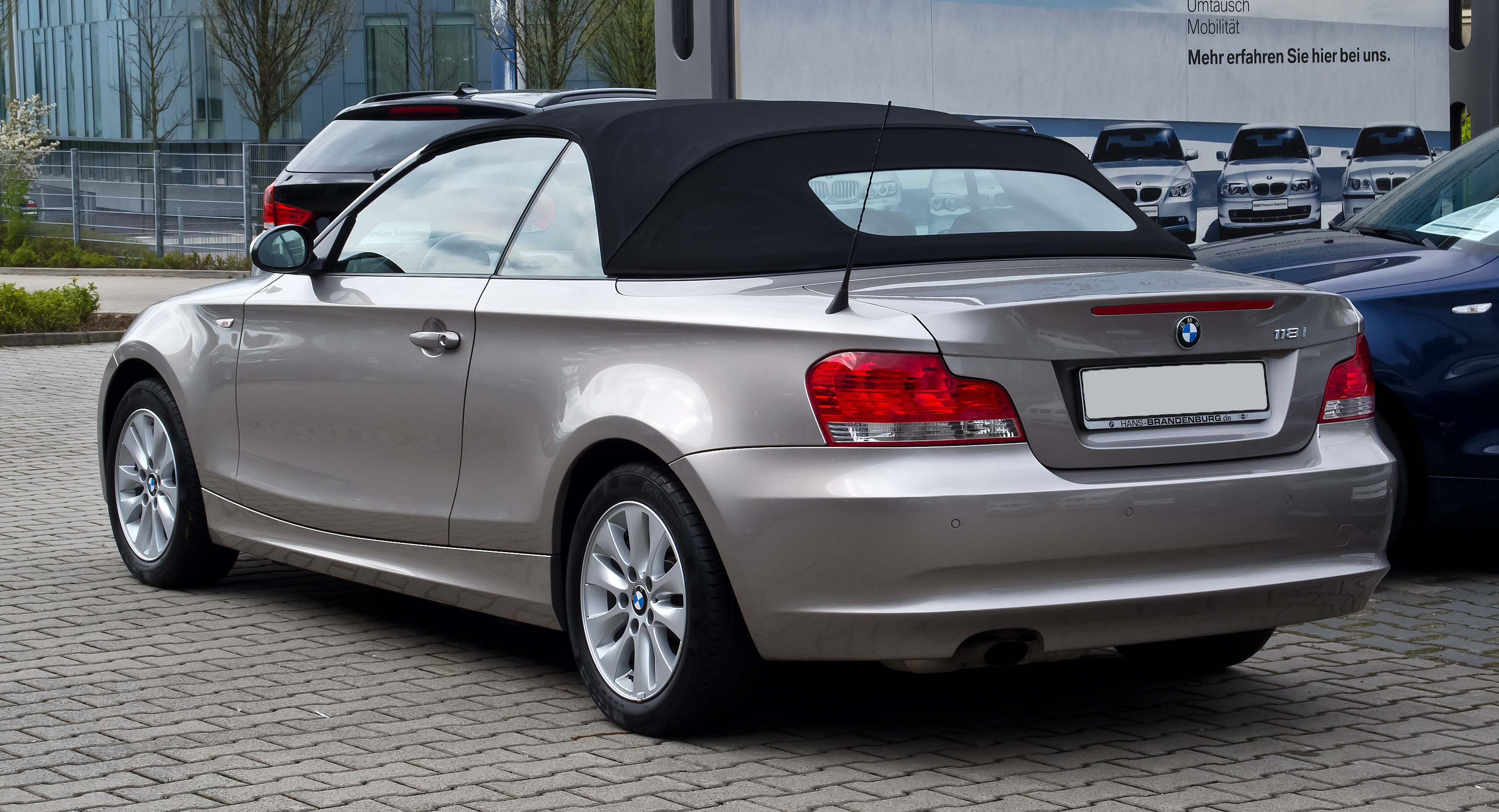
BMW 118i Cabriolet (E88)